# Asal Dardan

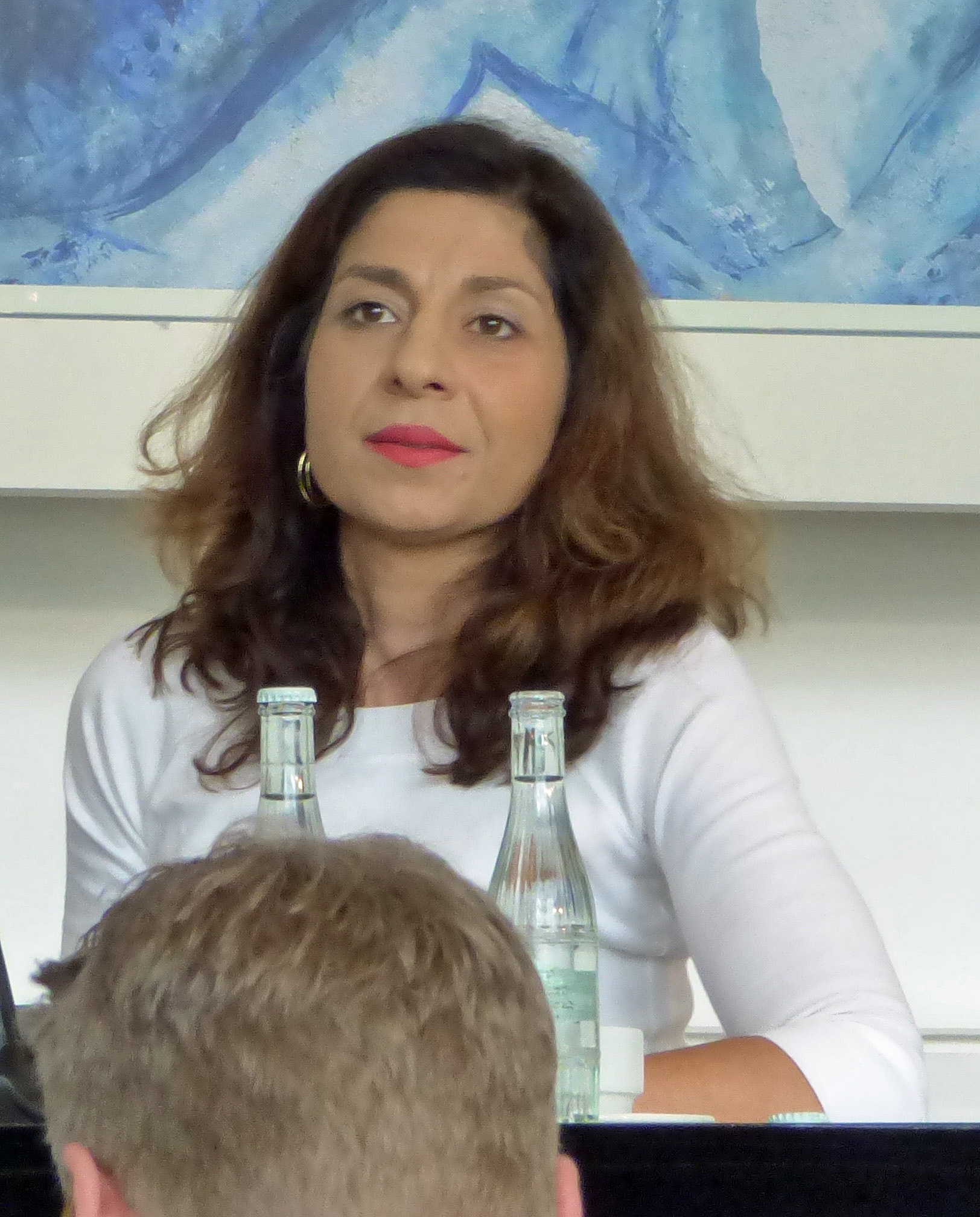
Asal Dardan (2024)

Asal Dardan (* 1978 in Teheran) ist eine iranisch-deutsche Schriftstellerin.

## Leben
Asal Dardan wuchs nach der Flucht ihrer Eltern aus dem Iran in Köln, Bonn und Aberdeen auf. In Hildesheim studierte sie Kulturwissenschaften, in Lund Nahoststudien. Derzeit ist sie als freie Autorin unter anderem für Zeit Online, FAZ, Die Presse und Berliner Zeitung tätig.
Seit 2023 ist sie Mitglied der Jury des Internationalen Literaturpreises des Hauses der Kulturen der Welt.
Dardan lebt mit ihrer Familie in Berlin und auf Öland in Schweden.

## Werk
2021 veröffentlichte Dardan die Essaysammlung Betrachtungen einer Barbarin. Die meist autobiographisch geprägten Essays verhandeln Themen wie Herkunft, Ausgrenzung, Rassismus und das Frausein. Dardan äußert sich häufig zu identitätspolitischen und feministischen Fragen und kritisiert unter anderem die mangelhafte Aufarbeitung der NSU-Mordserie.
Ihr Buch wurde für den Deutschen Sachbuchpreis 2021 und den Clemens-Brentano-Preis 2022 nominiert.
Im Januar 2025 ist ihr Buch Traumaland erschienen, in dem sie „eine neue Topografie Deutschlands“ entwirft.
Sie übersetzt zudem Werke aus dem Englischen ins Deutsche, unter anderem von Namwal Serpell und Chimamanda Ngozi Adichie.

## Auszeichnungen
- 2020: Caroline-Schlegel-Preis (Hauptpreis) für den Essay Neue Jahre[6]

## Werke
- Traumaland. Eine Spurensuche in deutscher Vergangenheit und Gegenwart, Rowohlt, Hamburg 2025, ISBN 978-3-498-00348-7
- Betrachtungen einer Barbarin. Hoffmann und Campe, Hamburg 2021, ISBN 978-3-455-01099-2
- mit Claudia Bruns und Anette Dietrich (Hrsg.): „Welchen der Steine du hebst …“ Filmische Erinnerungen an den Holocaust, Bertz + Fischer, Berlin 2012, ISBN 978-3-86505-397-8

## Buchbeiträge
- Ost*West*Frau*, herausgegeben von Franziska Hauser, Maren Wurster, Frankfurter Verlagsanstalt, Frankfurt a. M. 2025, ISBN 978-3-627-00329-6
- trotzdem sprechen, herausgegeben von Lena Gorelik, Miryam Schellbach, Mirjam Zadoff, Ullstein, Berlin 2024, ISBN 978-3-550-20304-6
- Canceln – ein notwendiger Streit, Carl Hanser, München 2023, ISBN 978-3-446-27613-0
- anders bleiben, herausgegeben von Selma Wels, Rowohlt, Hamburg 2023, ISBN 978-3-499-01080-4